# ピリミドジアゼピンシンターゼ
ピリミドジアゼピンシンターゼ(pyrimidodiazepine synthase)は、グルタチオン代謝酵素の一つで、次の化学反応を触媒する酸化還元酵素である。
ピリミドジアゼピン + グルタチオンジスルフィド + H2O {\displaystyle \rightleftharpoons } 6-ピルボイルテトラヒドロプテイン + 2 グルタチオン
反応式の通り、この酵素の基質はピリミドジアゼピンとグルタチオンジスルフィドとH2O、生成物は6-ピルボイルテトラヒドロプテリンとグルタチオンである。
組織名はpyrimidodiazepine:glutathione-disulfide oxidoreductase (ring-opening, cyclizing)で、別名にPDA synthase、pyrimidodiazepine:oxidized-glutathione oxidoreductase (ring-opening, cyclizing)がある。